# Lou Llobell
Lou Llobell (18 de enero de 1995) es una actriz española, sudafricana y zimbabuense afincada en Londres. Es conocida por su papel de Zandie en la película Instintos ocultos (Voyagers) de 2021 y de Gaal Dornick, un personaje principal y narrador de la serie de ciencia ficción de Apple TV + Foundation.

## Biografía

### Infancia y estudios
Lou Llobell nació el 18 de enero de 1995 en Zimbabue, de madre zimbabuense y padre español. Su padre tiene un doctorado en bioquímica, mientras que su madre estudió economía. Posteriormente, cuando ella era aún muy joven, su familia se mudó a España, después se establecieron en Sudáfrica, donde asistió a la escuela secundaria. En 2013, a los 18 años se trasladó a Londres (Reino Unido), para estudiar teatro en la Universidad de Birmingham, donde se graduó con una licenciatura en Arte Dramático y Teatral en 2016. Justo después de su graduación se inscribió en el Drama Centre London, donde obtuvo una Maestría en Artes en 2018.

### Carrera
Hizo su debut en el mundo de la actuación en la película de ciencia ficción Instintos ocultos (Voyagers) de 2021 junto a Colin Farrell y Lily Rose-Depp, papel para el que fue elegida poco después de graduarse en el Drama Centre London.
Poco después, ese mismo año, fue elegida para interpretar el personaje de Gaal Dornick, en la serie de televisión de Apple TV+ Fundación, una adaptación, bastante libre, de la trilogía del escritor y profesor estadounidense Isaac Asimov. Dornick es una brillante matemática, recién llegada al planeta Trántor, invitada por el gran matemático Hari Seldon para que se una a su equipo, procedente de un mundo acuático y muy religioso llamado Synnax. Posteriormente sería conocida por ser el biógrafo de Seldon. En las novelas originales de la Serie de la Fundación se le representa como un hombre blanco. A este respecto Llobell dijo, en una entrevista a la revista Vouge «No creo que pudiéramos haber hecho el programa de la forma en que se escribió originalmente. Debe representar el mundo en el que vivimos hoy y cómo podría verse el mundo miles de años en el futuro».

## Filmografía
| Año           | Título      | Papel        | Notas                         | Ref.   |
| ------------- | ----------- | ------------ | ----------------------------- | ------ |
| 2021          | Voyagers    | Zandie       | Película                      | [ 2 ]  |
| 2021          | The Pilgrim | Claire       | Película                      | [ 8 ]  |
| 2021-presente | Fundación   | Gaal Dornick | Papel principal; 19 episodios | [ 9 ]  |
| TBA           | Beach Boys  |              | Película                      | [ 10 ] |